# Letecký souboj nad Boskovštejnem
Dne 28. srpna 1944 došlo mezi 11. a 12. hodinou v prostoru nad obcí Boskovštejn v okrese Znojmo v Jihomoravském kraji, okolními vesnicemi a přilehlým lesem (zhruba 20 km severozápadně od Znojma) ke vzdušnému souboji mezi německým a americkým strojem, doprovázejícím bombardovací svaz. Během souboje s německým FW-190A8 byl sestřelen americký P-51B Mustang, který se zřítil u lesa 1,5 km východně od obce Boskovštejn. Stroj pilotoval poručík (second lieutenant) USAAF Ralph J. Jones, který zahynul. Sestřel si nárokoval rotmistr (Feldwebel) Klaus Neumann z JG 3 (Stíhací křídlo 3), letecké eso Luftwaffe. O dalších ztrátách na obou stranách, pokud k nějakým došlo, zdroje mlčí.

## Nálet na Moosbierbaum
Dne 28. srpna 1944 provedlo 5. bombardovací křídlo americké 15. letecké armády nálet na ropnou rafinérii u obce Moosbierbaum a přilehlé chemické závody na břehu Dunaje u Pischeldorfu, několik kilometrů západně od rakouského Tullnu. 5. bombardovací křídlo bylo vybaveno bombardovacími letouny B-17 a startovalo ze základen v Itálii. Náletu se účastnilo 168 bombardérů. Doprovod zajišťovaly stíhací letouny, mimo jiné také z 308. perutě 31. stíhací skupiny, ke které náležel i poručík Ralph J. Jones se svým P-51B, který nesl přezdívku „Birmingham Boomerang“. Jones byl číslo 2 v „Modré letce“, která čítala celkem 4 P-51B pod vedením poručíka Goehausena. Byl to jeho první bojový let. Stroje 308. perutě odstartovaly kolem 9. hodiny ranní ze základny v italském San Severo. Kolem 10:45 dorazily americké bombardéry nad cílovou oblast a svrhly svůj náklad.

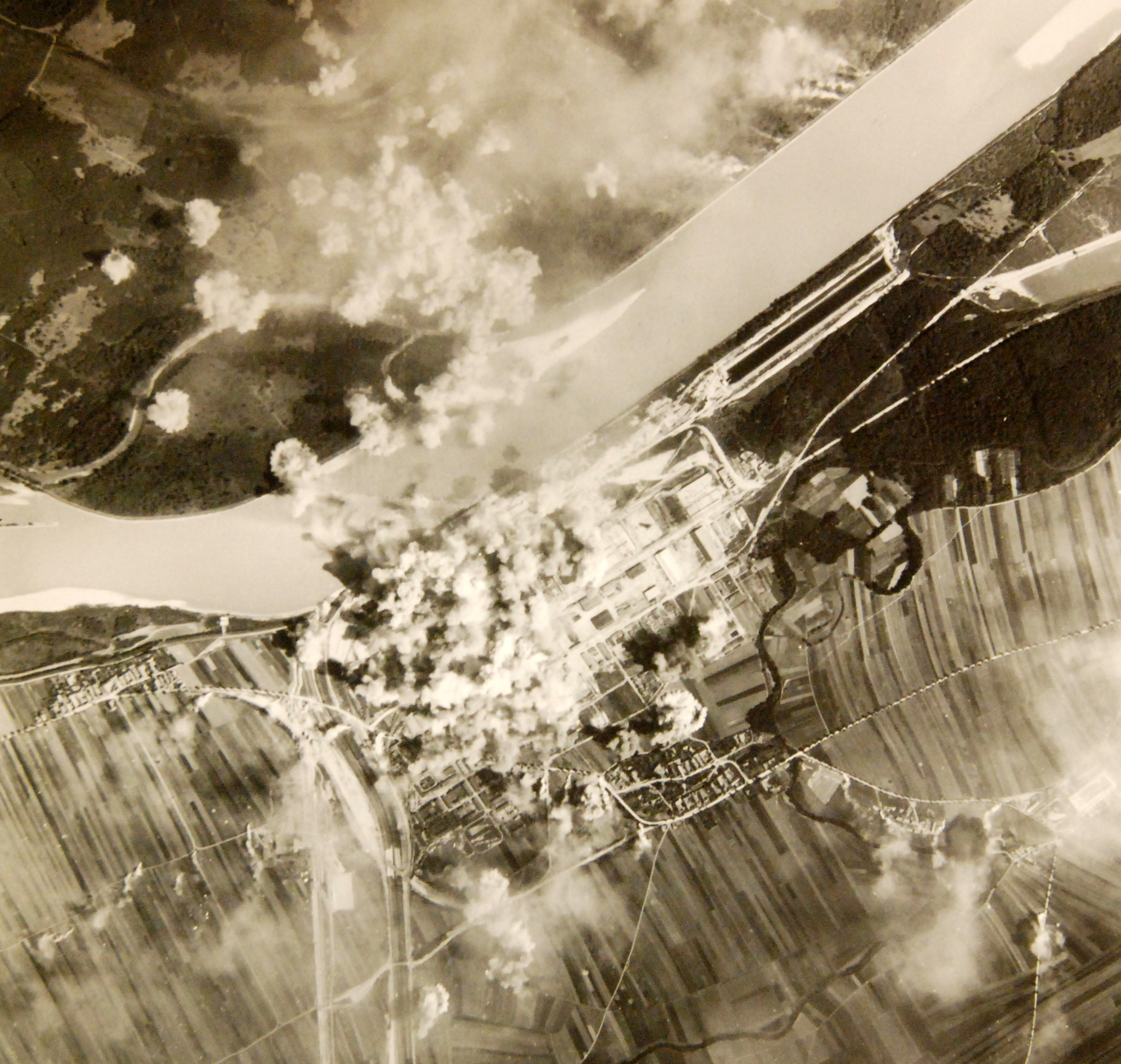
Bombardování chemického závodu u Pischeldorfu. Chemička dodnes funguje.

## Souboj

### Luftwaffe útočí
Celkem 70 až 80 letounů Luftwaffe postupně zaútočilo na americké uskupení. V 11:20 se s třemi německými Focke Wulf FW-190 střetly P-51 z Modré letky. Mezi nimi i poručík Ralph J. Jones. Němci se rozdělili a zahájili klesavý let. Poručík Goehausen se za nimi vrhl a poručík Jones ho následoval. To bylo naposledy, kdy byl svými spolubojovníky spatřen. Podle hlášení amerických letců začal Jones pronásledovat Němce někde nad Vídní, zhruba 97 km od místa havárie u Boskovštejna. Letouny během soubojů často urazily velké vzdálenosti a pokryly rozlehlou oblast. Svědci souboje z řad občanů Jevišovic však uvedli, že souboj začal, když se americký bombardovací svaz vracel obloukem směrem od Jihlavy zpátky na Vídeň. V tu chvíli se mělo ke svazu přiblížit německé letadlo, na které se měl Jones vrhnout. Oba scénáře jsou možné, avšak svědectví civilistů se od oficiálních armádních záznamů a hlášení v tomto případě liší ve více věcech. Liší se částečně i mezi sebou. Oficiální záznamy jsou tudíž důvěryhodnější.

### Klaus Neumann
Německý FW-190A8, se kterým se poručík Jones utkal, pilotoval rotmistr Klaus Neumann. Tento příslušník Luftwaffe provedl svůj první bojový let již v květnu roku 1943 na východní frontě, kde létal u 2. letky JG 51. Předtím, než byla jeho letka v červenci roku 1944 přesunuta do Německa, dosáhnul 12 vítězství. V Německu byla jeho letka připojena k JG 3. Před 28. srpnem pak sestřelil dalších 10 strojů. Oproti Jonesovi byl tedy v době jejich střetu již zkušeným leteckým esem. 25. listopadu 1944 byl vyznamenán Rytířským křížem. V lednu následujícího roku nastoupil do štábní pozice u JG 7. Následně se připojil k JV 44, u které létal na proudových Me 262. Konec války přežil v hodnosti poručíka ("Leutnant") a dosáhl celkem 37 vítězství.

### Poručík Jones sestřelen

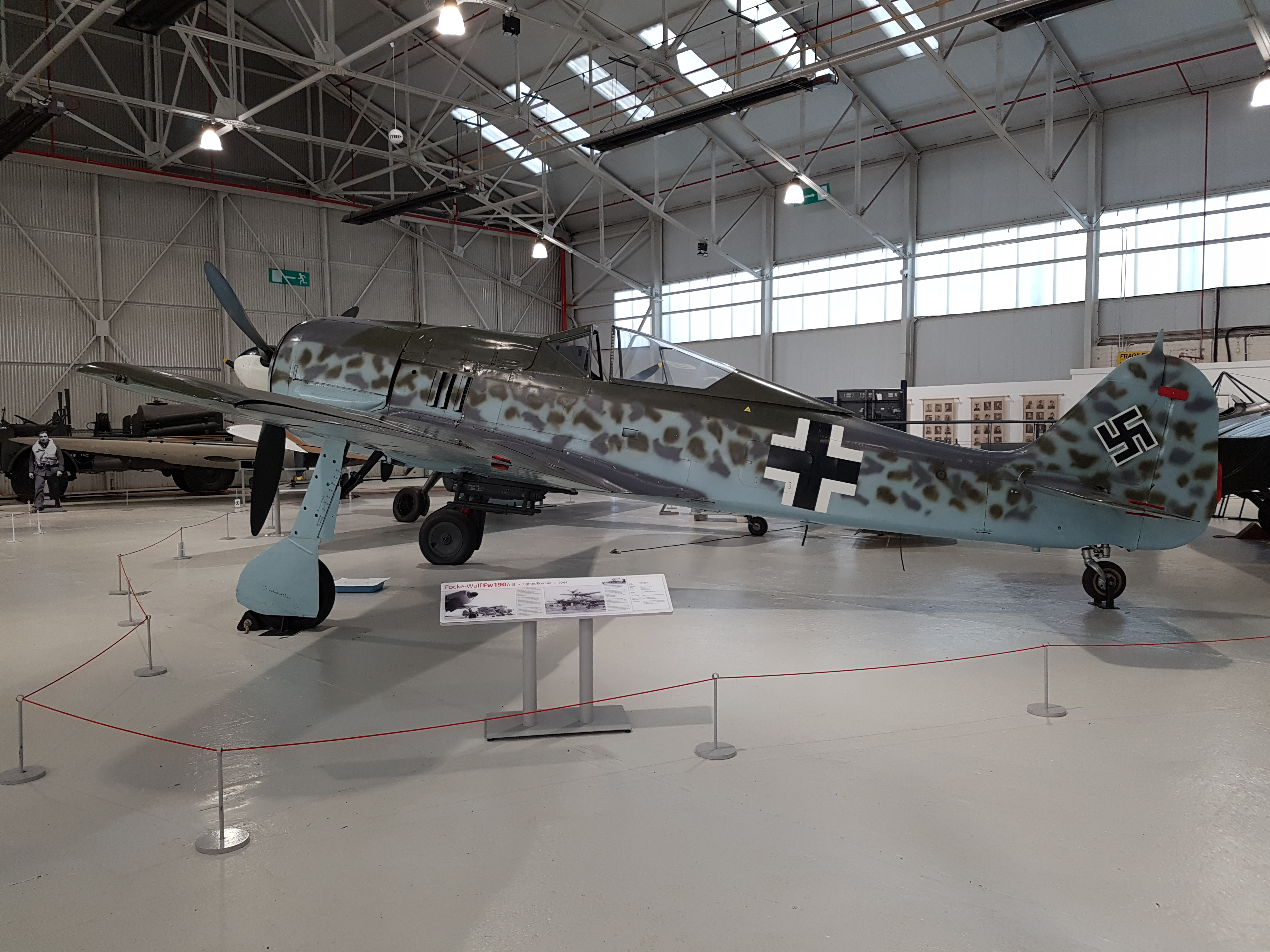
FW-190A (ilustrační obrázek)

Jonesův P-51 měl mezi 11. a 12. hodinou po zásazích, které utržil od německého stroje, na nebi nad Boskovštejnem explodovat. Odtrhlo se mu křídlo a letoun, zanechávajíc za sebou černý kouř, spadl ve spirále k zemi. Dopadl na loučku mezi lesem a potokem Stanůvka, vedle cesty vedoucí do Boskovštejna (48°58′45″ s. š., 15°56′48″ v. d.).

### Havárie
Na místo havárie brzy dorazili civilisté z okolních obcí. Plameny a explodující munice jim bránily v přiblížení. V kokpitu se nacházel trup těla bez hlavy, nohou a jedné paže. Části těla a letounu byly roztroušeny po rozlehlé oblasti. O události byly informovány úřady včetně Gestapa. Byla přijata příslušná opatření, včetně ostrahy místa havárie. Civilistům bylo nařízeno pátrat po odděleném křídle, které obsahovalo kulomety a munici. Měli také odevzdat vše, co na místě havárie najdou nebo si již odnesli. Během několika dnů byl vrak z místa odstraněn.

## Pomník a pilotův posmrtný osud
Ostatky amerického letce byly pohřbeny 30. srpna 1944 na Jevišovickém hřbitově. V roce 1946 byl asi 100 metrů od místa dopadu letounu vybudován pomník, avšak bez pilotova jména. To bylo na pomník doplněno na počátku 90. let. 18. září 1946 bylo tělo pilota exhumováno a převezeno na americký vojenský hřbitov ve Francii poblíž Saint-Avold.

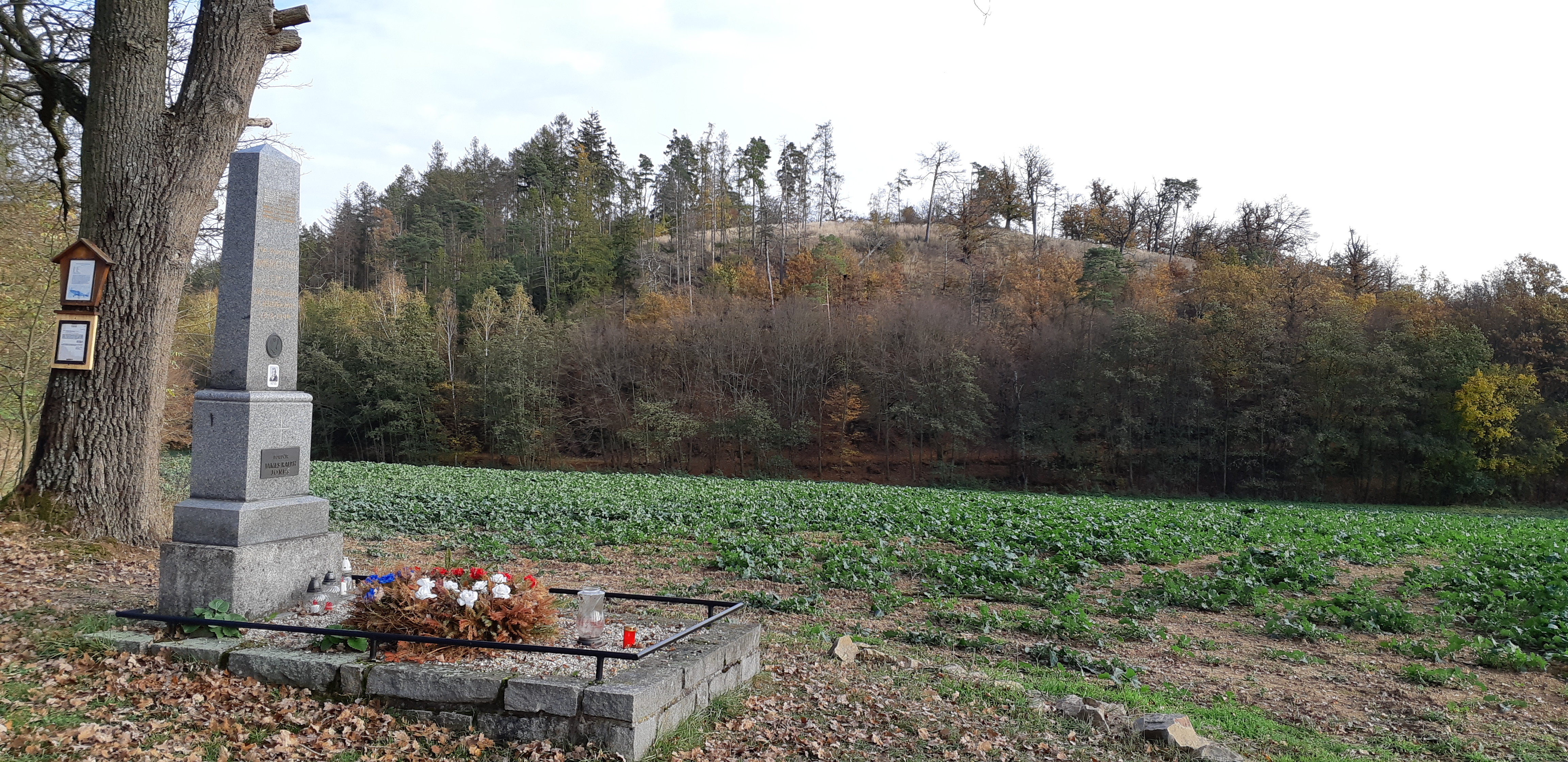
Pomník a pohled směrem k místu havárie. Letadlo dopadlo na pole kousek od okraje lesa na pravé straně fotky.